# Lana Mamkegh
Lana Mamkegh es una periodista y política jordana, ministra de cultura de su país entre 2015 y 2016.

## Biografía

### Primeros años
Completó su Licenciatura y Maestría en Artes de la Universidad de Jordania, y en 2002 completó su Doctorado en la misma casa de estudios.

### Carrera
Trabajó como periodista en el periódico Al Ra'i, propiedad del Gobierno de Jordania. Además trabajó en la facultad de artes en la Universidad de Isra y en la facultad de artes y ciencias de la Universidad de Petra en Amán, como así también en varias estaciones de radio jordanas. Fue productora en la televisión jordana y presentó programas de televisión.
El 2 de marzo de 2015, fue nombrada Ministra de Cultura en el segundo gabinete del primer ministro Abdullah Ensour, siendo una de las cinco mujeres designadas como ministras en el gabinete. En el cargo, buscó establecer el proyecto Ciudad Cultural de Gerasa. También trabajó para mejorar los lazos culturales entre Armenia y su país y la comunidad armenia en Jordania.